# 石原站 (埼玉縣)
石原站（日语：／ Ishiwara eki */?）是位於埼玉縣熊谷市石原，秩父鐵道的秩父本線車站。車站所在地的地名讀法為，此站的名稱讀法為。

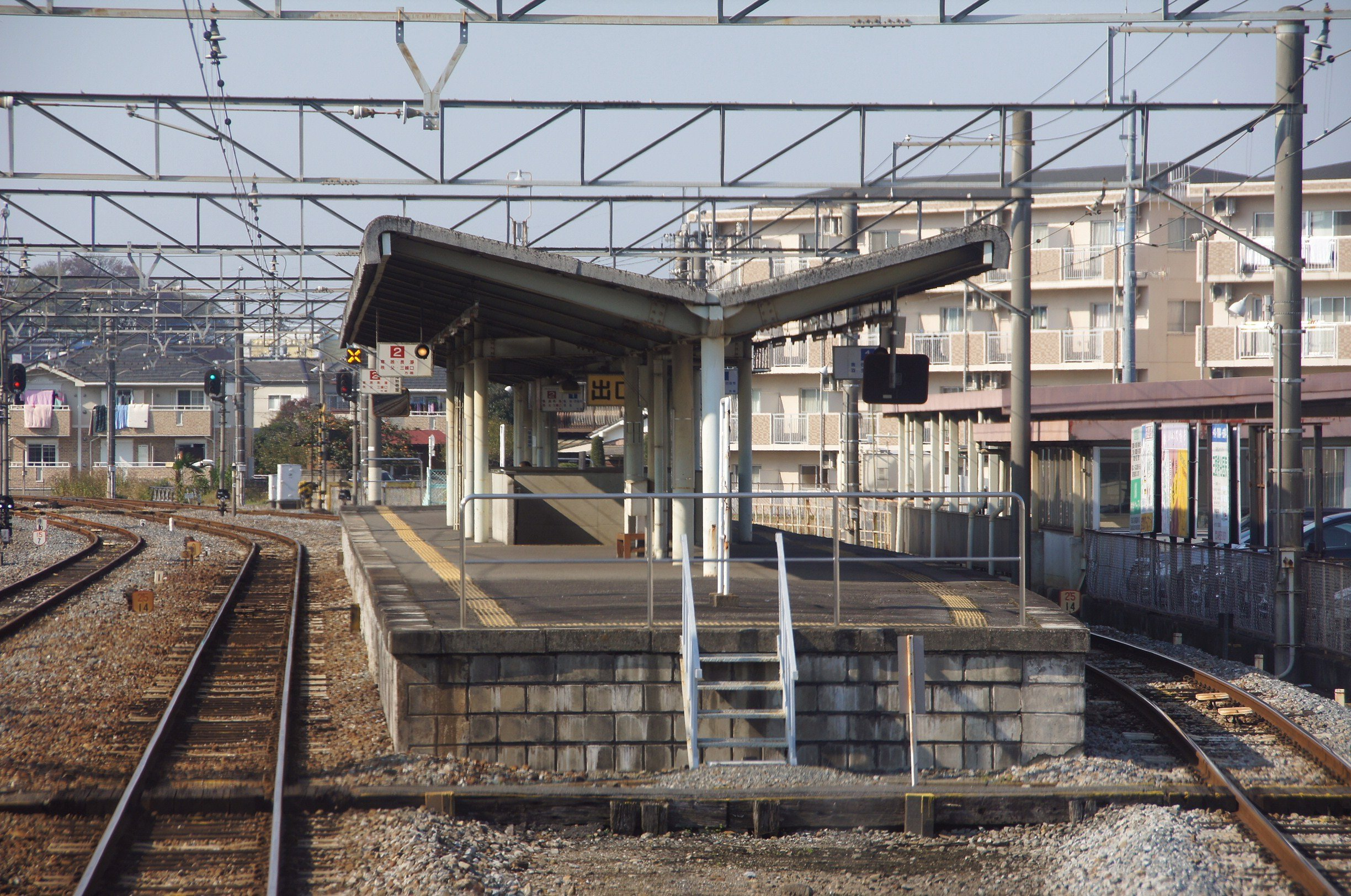
月台（2011年11月）

## 歷史
- 1901年（明治34年）10月7日 - 車站啟用。

## 車站構造
此站是地面車站，設有1面2線的島式月台。此站設有4條留置線。月台與車站大樓之間設有行人隧道。部分普通列車會待避後方的秩父路。
此站是由熊谷站管理的業務委託車站。車站職員當值時間為平日7:00～20:00，星期六日7:00～19:00。在檢票口內設有廁所（濕廁）。

### 月台
| 月台 | 路線    | 方向                         |
| ---- | ------- | ---------------------------- |
| 1    | ■秩父線 | 熊谷、行田市、羽生方向       |
| 2    | ■秩父線 | 寄居、長瀞、秩父、三峰口方向 |

## 使用狀況
- 在2018年度1日平均乘車人次為510人[1]。

| 年度               | 1日平均 乘車人次 |
| ------------------ | ---------------- |
| 2009年（平成21年） | 532              |
| 2010年（平成22年） | 519              |
| 2011年（平成23年） | 508              |
| 2012年（平成24年） | 507              |
| 2013年（平成25年） | 520              |
| 2014年（平成26年） | 522              |
| 2015年（平成27年） | 515              |
| 2016年（平成28年） | 512              |
| 2017年（平成29年） | 493              |
| 2018年（平成30年） | 510              |

## 車站周邊
- 熊谷石原郵局
- 熊谷広瀬郵局
- 熊谷市勤勞會館
- 熊谷市立荒川中學
- Belc赤城町店
- Welcia熊谷赤城店
- 湯樂之里（日语：湯楽の里）熊谷店
- 埼玉縣立熊谷高等學校（日语：埼玉県立熊谷高等学校）
- 埼玉縣立熊谷農業高等學校（日语：埼玉県立熊谷農業高等学校）
- James熊谷月見店

## 巴士路線
沒有巴士路線駛入至站前。在國道17號上設有國際十王交通「石原站入口」巴士站，距離此站10分鐘步程。
此站南邊100米直線距離處社區巴士YuYu巴士「堤公園入口」巴士站。但是由於車站沒有南面出入口，因此需要繞道而行，因此以最短路程來說是「石原站入口」巴士站。

## 相鄰車站
秩父鐵道
秩父本線
SL「Paleo Express」、急行「秩父路」
通過
普通
上熊谷－石原－廣瀨野鳥之森

## 注腳
1. ↑  11運輸（日語） - 熊谷市統計書

## 外部連結
- 車站情報 石原站（秩父鐵道）（日語）